# Чемпионат Европы по шорт-треку 2016
XX Чемпионат Европы по шорт-треку 2016 года проходил с 22 по 24 января в Сочи, Россия.

## Медальный зачёт
| Место         | Страна         | Золото | Серебро | Бронза | Всего |
| ------------- | -------------- | ------ | ------- | ------ | ----- |
| 1             | Великобритания | 4      | 1       | 1      | 6     |
| 2             | Нидерланды     | 3      | 3       | 3      | 9     |
| 3             | Россия         | 3      | 2       | 2      | 7     |
| 4             | Франция        | 0      | 0       | 2      | 2     |
| 5             | Венгрия        | 0      | 4       | 0      | 4     |
| 6             | Германия       | 0      | 0       | 1      | 1     |
| 6             | Италия         | 0      | 0       | 1      | 1     |
| Всего медалей | Всего медалей  | 10     | 10      | 10     | 30    |

## Медалисты

### Мужчины
| Соревнование    | Золото                                                                      | Серебро                                                             | Бронза                                                                      |
| --------------- | --------------------------------------------------------------------------- | ------------------------------------------------------------------- | --------------------------------------------------------------------------- |
| 500 м           | Шинки Кнегт                                                                 | Семён Елистратов                                                    | Дмитрий Мигунов                                                             |
| 1000 м          | Семён Елистратов                                                            | Шаолинь Шандор Лю                                                   | Дмитрий Мигунов                                                             |
| 1500 м          | Семён Елистратов                                                            | Шаолинь Шандор Лю                                                   | Фрек ван дер Варт                                                           |
| 3000 м          | Жан Венсан                                                                  | Себастьян Лепап                                                     | Бартош Конопко                                                              |
| Многоборье      | Семён Елистратов                                                            | Шаолинь Шандор Лю                                                   | Жан Венсан                                                                  |
| Эстафета 5000 м | Нидерланды · Дан Бреувсма · Фрек ван дер Варт · Шинки Кнегт · Деннис Виссер | Венгрия · Виктор Кнох · Чаба Бурьян · Шаолинь Шандор Лю · Лю Шаоанг | Великобритания · Пол Стэнли · Джошуа Читем · Джек Уэлборн · Ричард Шоубридж |

### Женщины
| Соревнование    | Золото                                                                                              | Серебро                                                                                   | Бронза                                                                       |
| --------------- | --------------------------------------------------------------------------------------------------- | ----------------------------------------------------------------------------------------- | ---------------------------------------------------------------------------- |
| 500 м           | Элиз Кристи                                                                                         | Лара ван Рёйвен                                                                           | Вероник Пьеррон                                                              |
| 1000 м          | Элиз Кристи                                                                                         | Сюзанне Схюлтинг                                                                          | Анна Зайдель                                                                 |
| 1500 м          | Элиз Кристи                                                                                         | Йорин тер Морс                                                                            | Сюзанне Схюлтинг                                                             |
| 3000 м          | Шарлотт Гилмартин                                                                                   | Екатерина Константинова                                                                   | Лара ван Рёйвен                                                              |
| Многоборье      | Элиз Кристи                                                                                         | Шарлотт Гилмартин                                                                         | Сюзанне Схюлтинг                                                             |
| Эстафета 3000 м | Нидерланды · Сюзанне Схюлтинг · Лара ван Рёйвен · Йорин тер Морс · Яра ван Керкхоф · Рианне де Врис | Россия · Екатерина Константинова · Екатерина Стрелкова · Евгения Захарова · Эмина Малагич | Италия · Лючия Перетти · Элена Вивьяни · Арианна Вальчепина · Чечилиа Маффей |

## Результаты

### Мужчины

#### Многоборье
| Место | Участник          | Очки |
| ----- | ----------------- | ---- |
| 1.    | Семён Елистратов  | 91   |
| 2.    | Шаолинь Шандор Лю | 50   |
| 3.    | Жан Венсан        | 44   |
| 4     | Шинки Кнегт       | 40   |
| 5     | Себастьян Лепап   | 32   |
| 6     | Дмитрий Мигунов   | 29   |
| 7     | Бартош Конопко    | 26   |
| 8     | Фрек ван дер Варт | 19   |
| 9     | Виктор Кнох       | 7    |
| 10    | Шаоанг Лю         | 5    |
| 11    | Артём Козлов      | 5    |
| 12    | Джек Уэлборн      | 3    |
| 13    | Юрий Конфортола   | 1    |

##### Финалисты на дистанциях
500 метров
| Место | Участник         | Время  | Очки |
| ----- | ---------------- | ------ | ---- |
| 1.    | Шинки Кнегт      | 41,920 | 34   |
| 2.    | Семён Елистратов | 42,005 | 21   |
| 3.    | Дмитрий Мигунов  | 42,645 | 13   |
| 4.    | Бартош Конопко   | 43,336 | 8    |
| 5.    | Виктор Кнох      | 42,290 | 5 *  |
| 6.    | Себастьян Лепап  | 42,342 | 3 *  |
| 7.    | Венсан Жан       | 42,464 | 2 *  |
| 8.    | Юрий Конфортола  | 43,526 | 1 *  |

* участники финала Б.
1000 метров
| Место | Участник          | Время    | Очки |
| ----- | ----------------- | -------- | ---- |
| 1.    | Семён Елистратов  | 1:33,000 | 34   |
| 2.    | Шаолинь Шандор Лю | 1:33,060 | 21   |
| 3.    | Дмитрий Мигунов   | 1:33,067 | 13   |
| 4.    | Венсан Жан        | 1:33,385 | 8    |

1500 метров
| Место | Участник          | Время    | Очки |
| ----- | ----------------- | -------- | ---- |
| 1.    | Семён Елистратов  | 2:24,034 | 34   |
| 2.    | Шаолинь Шандор Лю | 2:24,463 | 21   |
| 3.    | Фрек ван дер Варт | 2:24,601 | 13   |
| 4.    | Себастьян Лепап   | 2:25,372 | 8    |
| 5.    | Шаоанг Лю         | 2:36,362 | 5    |
| 6.    | Джек Уэлборн      | 2:38,766 | 3    |
| 7.    | Виктор Кнох       | 2:50,886 | 2    |

3000 метров — суперфинал
| Место | Участник          | Время    | Очки |
| ----- | ----------------- | -------- | ---- |
| 1.    | Венсан Жан        | 4:58,018 |      |
| 2.    | Себастьян Лепап   | 4:58,519 |      |
| 3.    | Бартош Конопко    | 5:03,078 |      |
| 4.    | Шаолинь Шандор Лю | 5:06,271 |      |
| 5.    | Шинки Кнегт       | 5:06,507 |      |
| 6.    | Дмитрий Мигунов   | 5:07,051 |      |
| 7.    | Семён Елистратов  | 5:10,626 |      |
| 8     | Фрек ван дер Варт | 5:14,718 |      |

#### Эстафета
| Место | Участник       | Время    |
| ----- | -------------- | -------- |
| 1.    | Нидерланды     | 7:12,495 |
| 2.    | Венгрия        | 7:12,634 |
| 3.    | Великобритания | 7:17,390 |
| 4.    | Россия         | 7:17,441 |

### Женщины

#### Многоборье
| Место | Участник                | Очки |
| ----- | ----------------------- | ---- |
| 1.    | Элиз Кристи             | 112  |
| 2.    | Шарлотт Гилмартин       | 47   |
| 3.    | Сюзанне Схюлтинг        | 42   |
| 4     | Лара ван Рёйвен         | 35   |
| 5     | Екатерина Константинова | 32   |
| 6     | Анна Зайдель            | 29   |
| 7     | Йорин тер Морс          | 28   |
| 8     | Вероник Пьеррон         | 18   |
| 9     | Евгения Захарова        | 5    |
| 10    | Элена Вивьяни           | 4    |

##### Финалисты на дистанциях
500 метров
| Место | Участник                | Время    | Очки |
| ----- | ----------------------- | -------- | ---- |
| 1.    | Элиз Кристи             | 43,923   | 34   |
| 2.    | Лара ван Рёйвен         | 45,106   | 21   |
| 3.    | Вероник Пьеррон         | 45,492   | 13   |
| 4.    | Сюзанне Схюлтинг        | 50,192   | 8    |
| 5.    | Екатерина Константинова | 1:12,648 | 5    |

1000 метров
| Место | Участник          | Время    | Очки |
| ----- | ----------------- | -------- | ---- |
| 1.    | Элиз Кристи       | 1:33,285 | 34   |
| 2.    | Сюзанне Схюлтинг  | 1:33,347 | 21   |
| 3.    | Анна Зайдель      | 1:33,440 | 13   |
| 4.    | Шарлотт Гилмартин | 1:53,928 | 8    |

1500 метров
| Место | Участник                | Время    | Очки |
| ----- | ----------------------- | -------- | ---- |
| 1.    | Элиз Кристи             | 2:39,510 | 34   |
| 2.    | Йорин тер Морс          | 2:39,591 | 21   |
| 3.    | Сюзанне Схюлтинг        | 2:39,662 | 13   |
| 4.    | Анна Зайдель            | 2:39,859 | 8    |
| 5.    | Евгения Захарова        | 2:40,000 | 5    |
| 6.    | Екатерина Константинова | 2:40,164 | 3    |

3000 метров — суперфинал
| Место | Участник                | Время    | Очки |
| ----- | ----------------------- | -------- | ---- |
| 1.    | Шарлотт Гилмартин       | 5:40,163 |      |
| 2.    | Екатерина Константинова | 5:40,564 |      |
| 3.    | Лара ван Рёйвен         | 5:40,626 |      |
| 4.    | Анна Зайдель            | 5:43,220 |      |
| 5.    | Элиз Кристи             | 5:53,419 |      |
| 6.    | Вероник Пьеррон         | 6:24,389 |      |
| 7.    | Йорин тер Морс          | -        |      |
|       | Сюзанне Схюлтинг        | PEN      |      |

#### Эстафета
| Место | Участник   | Время    |
| ----- | ---------- | -------- |
| 1.    | Нидерланды | 4:12,556 |
| 2.    | Россия     | 4:14,949 |
| 3.    | Италия     | 4:15,219 |
| 4.    | Венгрия    | 4:15,669 |

- В многоборье указаны спортсмены, набравшие очки.